# Christian Thielemann
Christian Thielemann   (Berlín Oest, 1 d'abril de 1959) és un director d'orquestra alemany. És director titular del "Staatskapelle" Dresden i director del Festival de Pasqua de Salzburg.
Thielemann va estudiar viola i piano a la "Hochschule für Musik" de Berlín i va prendre lliçons particulars de composició i direcció abans de convertir-se en répétiteur de 19 anys a la "Deutsche Oper Berlin" amb Heinrich Hollreiser i treballar com a assistent de Herbert von Karajan. Va treballar en diversos teatres alemanys més petits, incloent el "Musiktheater im Revier" a Gelsenkirchen, a Karlsruhe, Hannover, a la "Deutsche Oper am Rhein" de Düsseldorf com a Primer mestre de capella i a Nuremberg com a director general abans de tornar a la "Deutsche Oper" Berlin el 1991 per dirigir el Lohengrin de Wagner. Durant aquest temps també va assistir a Daniel Barenboim a la "Bayreuth Festspielhaus".
El seu debut a la temporada 1991/92 als Estats Units, dirigint una nova producció de Strauss Elektra a San Francisco va ser seguit de participacions a la Metropolitan Opera de Nova York. El 1997 es va convertir en director general de la "Deutsche Oper" Berlin. Un informe del 2000 afirmava que Thielemann havia de sortir de la "Deutsche Oper" el 2001 per conflictes artístics amb el llavors director artístic Udo Zimmermann. Thielemann va romandre amb la companyia fins al 2004, quan va renunciar a conflictes sobre finançament de la ciutat de Berlín entre la "Deutsche Oper" i la "Staatsoper Unter den Linden".
Thielemann es va convertir en director i director musical de la Filharmònica de Múnic el setembre del 2004. Va abandonar el seu càrrec de Múnic el 2011, després de disputes amb la direcció d'orquestra per l'aprovació definitiva de la selecció de directors convidats i programes per a l'orquestra. A l'octubre de 2009, la Sächsische Staatskapelle Dresden va anunciar el nomenament de Thielemann com a pròxim director general, a partir de la temporada 2012/13. [6] El seu contracte actual amb Dresden va ser fins al 2019. El novembre de 2017, la "Staatskapelle" Dresden va anunciar la pròrroga del contracte de Thielemann com a director principal fins al 31 de juliol de 2024.
Thielemann és director habitual al Festival de Bayreuth, després del seu debut el 2000 amb Els mestres cantaires de Nuremberg de Wagner i al Festival de Salzburg. Amb la decisió del setembre del 2008 de la Fundació Richard Wagner Festival de nomenar Katharina Wagner i Eva Wagner-Pasquier per succeir a Wolfgang Wagner com a directors del Festival de Bayreuth, Thielemann va ser nomenat assessor musical. El juny de 2015, el Bayreuth Festival va anunciar formalment el nomenament de Thielemann com a director musical.
La controvèrsia ha assistit a Thielemann després de atribuir-li observacions antisemites el 2000, sobre Daniel Barenboim, que Thielemann va negar posteriorment. Una altra controvèrsia ha estat relacionada amb la publicació d'opinions de Thielemann en simpatia amb el moviment Pegida.
El 2003, Thielemann va ser guardonada amb l'Ordre del Mèrit de la República Federal d'Alemanya (Bundesverdienstkreuz). A l'octubre de 2011, va ser nomenat membre honorari de la Royal Academy of Music de Londres. El 2015, Thielemann va guanyar el Premi Richard Wagner (Richard-Wagner-Preis) de Leipzig. Va ocupar el càrrec de professor visitant d'Humanitas en estudis d'òpera a la Universitat d'Oxford el gener de 2016.
El 2019 va conduir per primera vegada el Concert de la Cap d'Any de la Filharmònica de Viena per primera vegada.